# Ryōgo Kubo
 Ryōgo Kubo (久保 亮五 Kubo Ryōgo, 15 février 1920 – 31 mars 1995) est un chercheur en physique mathématique, connu pour ses travaux sur la physique statistique hors d'équilibre et en particulier sur la théorie de la réponse linéaire. Parmi ses résultats les plus connus on note l’état KMS, la formule de Kubo et la relation de Green-Kubo.
Il a reçu de nombreuses disctinctions, dont on peut citer le prix Nishina en 1957, le prix impérial de l'académie japonaise en 1969 et en 1977, il reçoit la médaille Boltzmann.

## Carrière scientifique
Au début des années 1950, Kubo a transformé la recherche sur les propriétés de réponse linéaire des systèmes de matière condensée proches de l'équilibre, en particulier la compréhension du transport et de la conductivité des électrons, grâce au formalisme de Kubo, une approche via la fonction de Green de la théorie de la réponse linéaire pour les systèmes quantiques. En 1977, Ryogo Kubo a reçu la médaille Boltzmann pour ses contributions à la théorie de la mécanique statistique hors équilibre et à la théorie des phénomènes de fluctuation. Il est cité en particulier pour son travail dans l'établissement des relations de base entre les coefficients de transport et les fonctions de corrélation temporelle à l'équilibre, relations auxquelles son nom est généralement associé.

## Source de la traduction
- (en) Cet article est partiellement ou en totalité issu de l’article de Wikipédia en anglais intitulé « Ryogo Kubo » (voir la liste des auteurs).